# Byala (obchtina, Varna)
Pour les articles homonymes, voir Byala.
Byala (bulgare : Бяла) est une obchtina de l'oblast de Varna en Bulgarie.